# Kopec Sv. Jana
Kopec sv. Jana (niem. Johannisberg) – część hradeckiej dzielnicy Třebeš.

## Geografia i przyroda

### Położenie
Kopec sv. Jana jest położony na obszarze Kotliny Czeskiej, na wzgórzu.o tej samej nazwie. Jego współrzędne geograficzne: 50° 10' 42.399" długości geograficznej wschodniej oraz 15° 49' 57.640" szerokości geograficznej północnej (kościół św. Jana Chrzciciela).

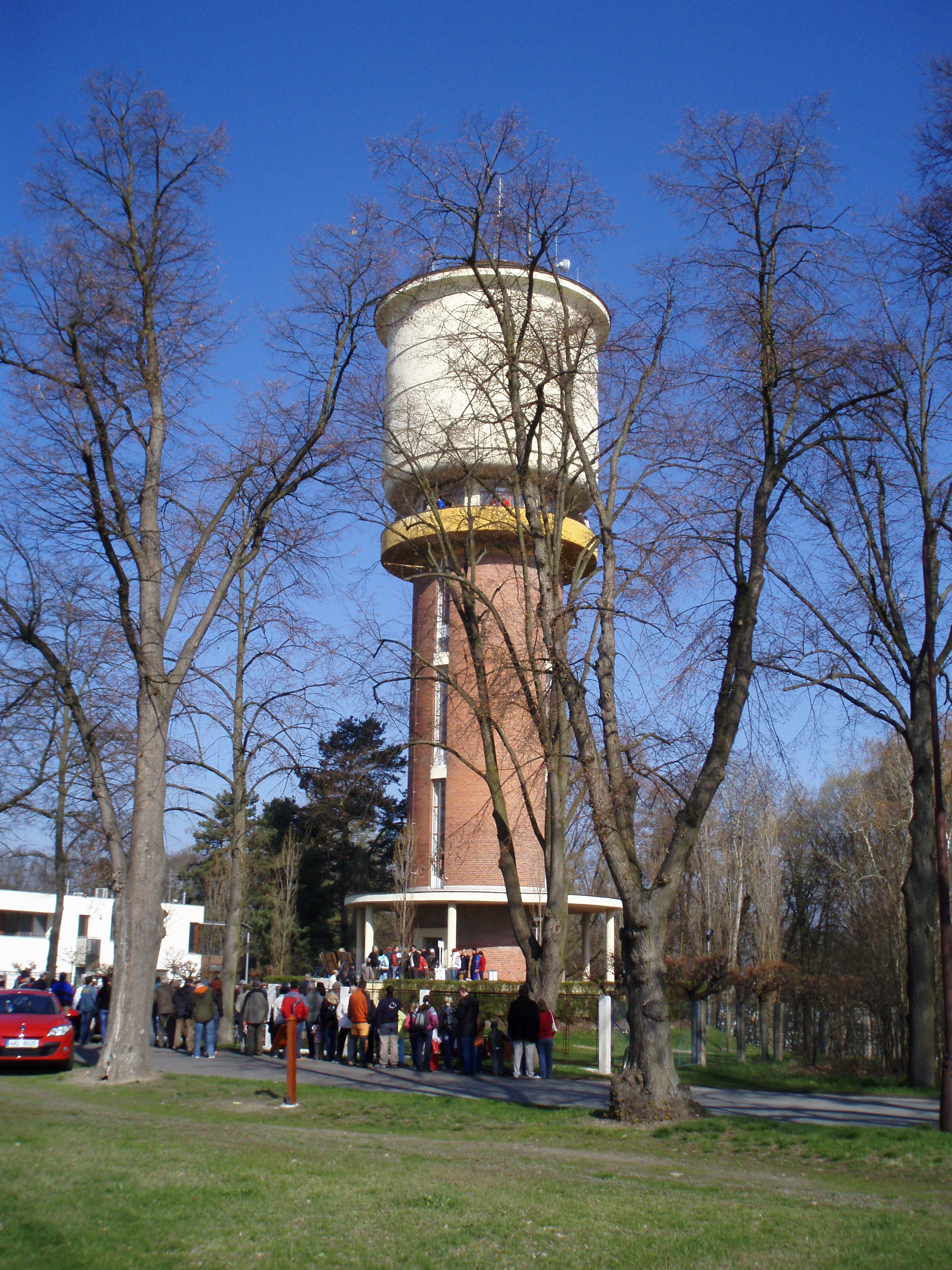
Wieżowy zbiornik wodny

### Hydrologia
Miejscowość leży w dorzeczu Łaby i dlatego, że znajduje się na wzgórzu, nie ma cieków oraz zbiorników wodnych. Godne uwagi jest tylko źródło „Rozárka“, które znajdowało się na północnym stoku wzgórza. Już podpułkownik Kleindorf, który prowadził budowę twierdzy hradeckiej, w latach 1790–1794, zwrócił uwagę na studnię przy kościele, 2 źródła pod wzgórzem i również na wiele innych źródeł, w tym na jedno bardzo silne u podnóża wzgórza. W 1807 Josef von Lauer nawet sporządził plan budowy wodociągu dla miasta Hradec Králové, który miał zostać oparty na źródłach „Rozárki“.

### Geologia
Kompleks szarawobrązowych osadów plejstocenu (riss) występuje prawie ciągłą pokrywą w centralnej części omawianego obszaru, i to w kierunku wschód-zachód. Na zboczach występują utwory późnej kredy (koniak, santon) – iłowce, mułowce węgliste, margle, wapienie margliste.

### Fauna i flora
Lokalna fauna i flora składa się z typowych gatunków Europy Środkowej.

### Ochrona przyrody
Tutaj nie znajdują się obszary chronione.

## Demografia

### Liczba ludności

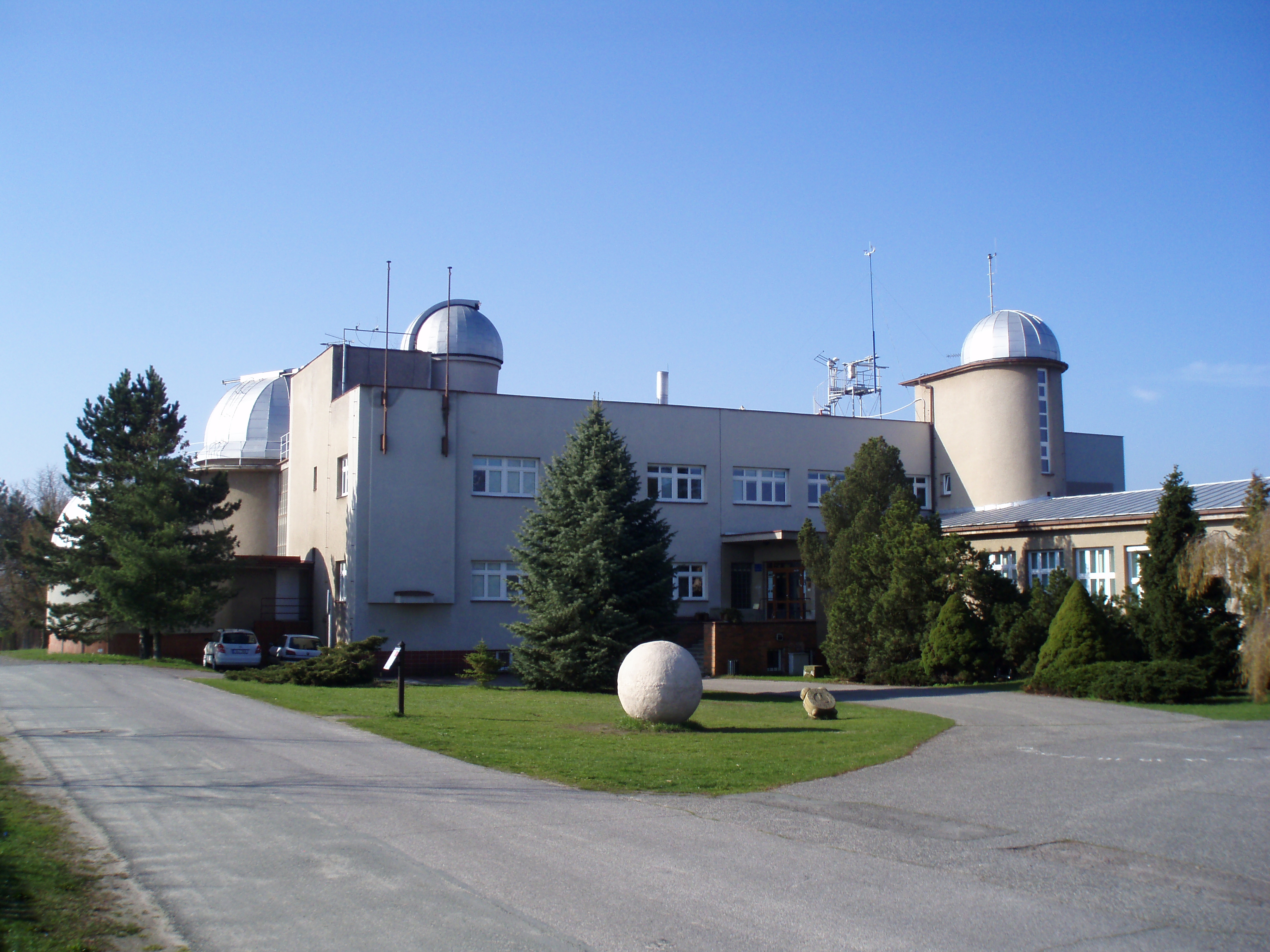
Obserwatorium i planetarium

| Rok             | 1869 | 1910 |
| --------------- | ---- | ---- |
| Liczba ludności | 100  | 82   |

## Historia
Ta miejscowość jest również nazywana przez ludzi Zámeček, po jednopiętrowym budynku, który do 2 lipca 1978 r. stał w pobliżu kościoła. Była to wspaniała kamienica mieszczan hradeckich z ogrodem. Inne nazwy, to Tvrz, Tvrzka, Konstance, Na Konstanci, Na Kopci, Na Vinici, Kopeček svatojanský oraz Na Poušťce. Nazwa Na Vinici pochodziła od faktu, że znajdowały się tutaj winnice. Z tych najstarszych trzeba wspomnieć o winnicach Królewskiej, Gminnej, Małej oraz Dużej Kotoulskiej i Bednářovej. Nazwa Na Poušťce wywodzi się z istnienia tutejszych pustelników.
To miejsce zostało zamieszkane w XV w. i Konstancją zostało nazwane na pamiątkę spalenia Jana Husa na stosie. W 1436 r. poniżej wzgórza znajdował się obóz wojskowy Viléma Kostki z Postupice i z Hrádku oraz Jana Pardusa. Akurat na terenie dzisiejszego cmentarzu zginął przez husytów hradeckich Viléma Kostka z Postupice i z Hrádku.
W 1521 r. Łukasz Hostovský z Hostovic, zw. Furman, wpadł na pomysł, żeby zbudować tutaj kościół. Budowa rozpoczęła się w pobliżu jego winnicy zw. Zádušní i duży drewniany budynek został ukończony w 1530 roku. Pięć lat później została podpisana umowa z Janem z Pernštejna na temat przeniesienia jego poddanych z miejscowości Roudnička oraz Vysoká nad Labem z parafii Opatovice nad Labem do parafii nowego kościoła, który nosił nazwę Mistrza Jana Husa. Obowiązki proboszcza w parafii przejął proboszcz parafii kościoła św. Antoniego na Przedmieściu Mýtskim, który do pełnienia funkcji liturgicznych przy kościółe Mistrza Jana Husa mianował swojego kapelana. W latach 1539–1540 przy winnicach Łukasza Hostovskiego z Hostovic pojawiły się pierwsze domy. Następnie, w 1541 r., osiadł tu pierwszy pustelnik, i to w domu, w którym mogli zatrzymać się kapłani tutaj służący, zakrystianie oraz schronić się ludzie w razie niepogody, zwłaszcza dzieci.
Dotknięte zniszczeniami wojennymi przedmieścia hradeckie pogrążały się w upadku, zwłaszcza podczas wojny trzydziestoletniej. Zdecydowana większość kościołów została uszkodzona lub zniszczona. Rozebrany został również kościół parafialny św. Antoniego pod bramą Mýtską. Także kapłani opuścili wioskę i Wzgórze św. Jana zostało dołączane do głównego kościoła w mieście – kościoła Ducha Świętego. Od podnóża wzgórza stopniowo zniknęła większość winnic. Ostatnią z nich stwierdzono tu jeszcze w 1833 r.
Kościół długi czas pozostawał pusty. Dla odprawiania nabożeństw został dostosowany dopiero w 1659 r. przez Matěja Hrdličkę, mieszczanina sezemickiego. W 1673 r. objęli kościół jezuici, którzy tutaj na każde święto odbywali ćwiczeń z katechizmu. Dwa lata później kościół został zburzony i w następnym roku przebudowany. W 1691 r. zbudowano nowy główny ołtarz. Remont dachu i wnętrza kościoła został ukończony i kościół został ponownie poświęcony w 1692 r. Tym razem zaczął nosić nazwę św. Jana Chrzciciela.
W 1715 r. obok kościoła zbudowano kostnicę. Siedem lat później została po raz pierwszy wspomniana kamienica Zámeček, która miała być według tradycji zbudowana w 1719 r.. 27 września tego roku tutaj został powitany przez burmistrza hradeckiego Františka Pichlera nowy biskup hradecki Václav František Karel Košínský z Košína.
20 lutego 1766 odbyło się tutaj posiedzenie komisji w celu przemieszczenia ludności z części miasta, które zostały zburzone podczas budowy twierdzy hradeckiej. W spotkaniu udział wzięli podpułkownik Pavlovský, burmistrz František Schneider oraz radny František Švenda. W 1768 r. miejski dziekan Václav Bauler powołał do parafii tutejszej kapłana Jana Frignera. To był koniec miejscowych pustelników. Ostatní z nich – Fráter Konrád Mikšíček – opuścił pustelnię i przenieśł się do jednego domu w okoliny, gdzie 13 marca 1779 r. zmarł w wieku 73 lat. W 1772 r. kościół św. Jana Chrzciciela stał się kościołem filialnym parafii rzymskokatolickiej św. Antoniego na Novym Hradcu Králové. W 1778 r. znajdował się tutaj również wojskowy szpital.

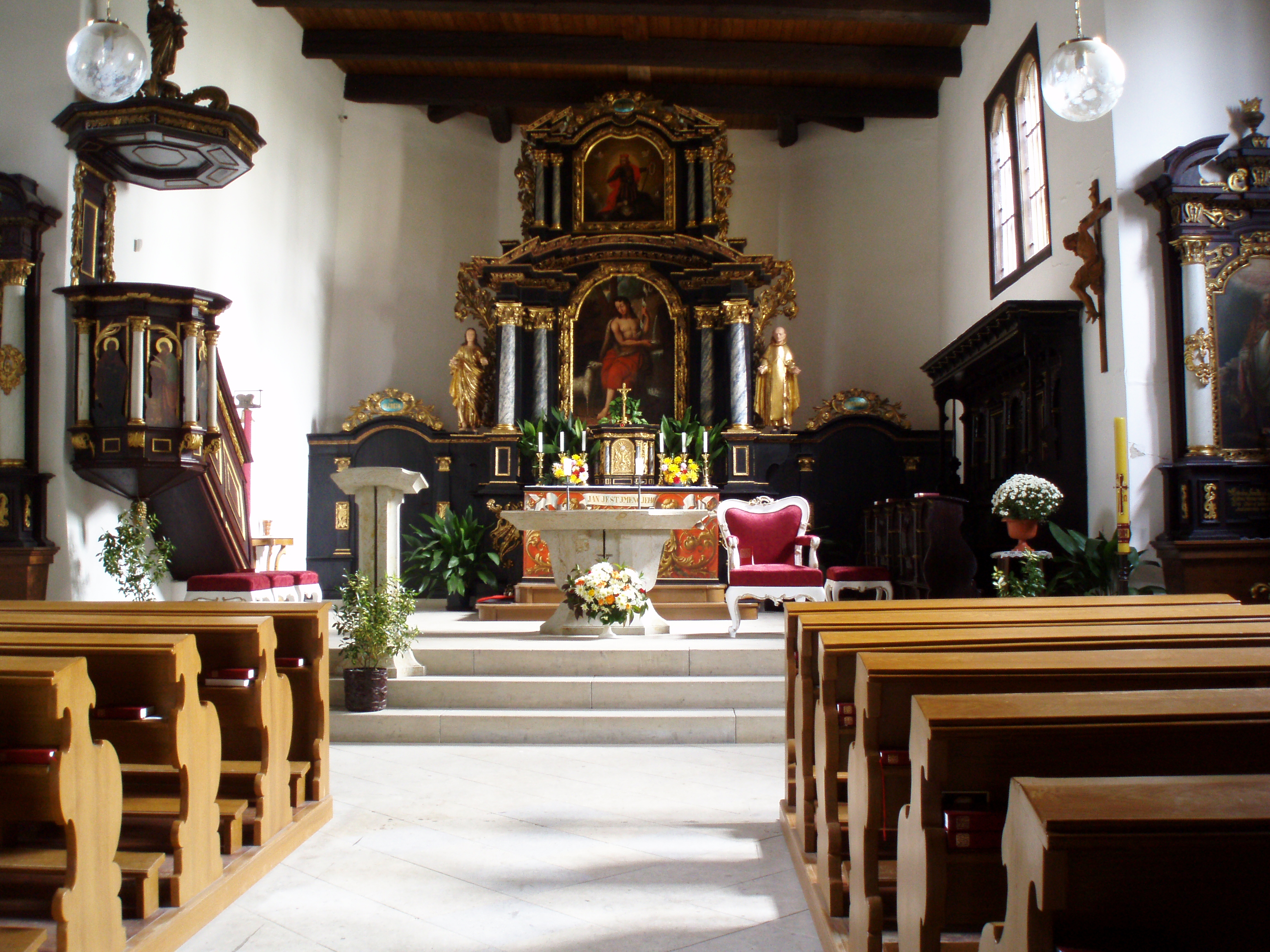
Kościół św. Jana Chrzciciela

W 1850 r. Kopeček sv. Jana został osiedlem gminy Třebeš, z którą został przyłączony w 1942 r. do miasta Hradec Králové i od tej pory jest jego częścią. Miejscowość ta była częstym celem dla wielu miejscowych oraz zagranicznych turystów.
Zużniszczony kościół został naprawiony w latach 1858–1859 i w 1896 r. wyposażony w drewnianą pergolę. W tym okresie rozpoczyna się również budowa wielu domów w okolicy. W latach 60. XX w. została zakończona budowa observatorium oraz wiele razy przez miejscowość biegła trasa kolarskiego "Wyścigu Pokoju" dla miejscowej młodzieży, który organizował Klub Kolarski TJ Rudá hvězda Hradec Králové. Ostatni remont kościoła św Jana Chrzciciela miała miejsce w latach 1979–1980. Przed naprawą kościół był w bardzo krytycznym stanie i odbudowa uratowała go przed upadkiem. Ze względu na zwiększenie bezpieczeństwa dokonano w 1992 r. zabezpieczenie głównych drzwi, drzwi bocznych oraz wszystkich okien dekoracyjną kratą. W latach 1999–2000 również zostały naprawione drewniane konstrukcje, bo zostały zaatakowane przez korniki i grzyby rozkładające drewno.

## Zabytki
- Drewniany kościół św. Jana Chrzciciela z lat 1680–1692 (pierwotny kościół z lat 1521–1530; mistrz cieślarski Václav Matouš)
- Cmentarz obok kościoła (pierwsza pisemna wzmianka pochodzi z 1579 r.)
- Dzwonnica drewniana z 1505 r.
- Piaskowcowy krzyż cmentarny
- Zabytkowy krzyż z piaskowca z 1897 r. (rekonstrukcja 2009)
- Willa Jindřicha Komárka (nr 23, budowniczy Manych z Pardubic)
- Wieżowy zbiornik wodny z lat 1936–1937 (firma braci Capoušków)
- Obserwatorium i planetarium z lat 1947–1961